# 馬籠脇本陣史料館
馬籠脇本陣史料館（まごめわきほんじんしりょうかん）は、岐阜県中津川市馬籠にある博物館。

## 概要
中山道馬籠宿脇本陣の八幡屋蜂谷家の跡地にある博物館である。八幡屋蜂谷家は島崎藤村の小説夜明け前の脇本陣桝田屋のモデルである。
馬籠宿脇本陣の建物は1895年（明治28年）の馬籠宿の大火で焼失したが、宝蔵倉が焼失を逃れたため、八幡屋蜂谷家に伝わる馬籠宿の資料の一部は残った。これらの資料を保管展示するために、1964年（昭和39年）8月に脇本陣跡地の一画に馬籠宿場郷土館として開館。1975年（昭和50年）5月に耐火性に建物に改築。同時に馬籠脇本陣史料館に改称する。
建物内には脇本陣の上段の間が復元されている。
岐阜県まちかど美術館・博物館に登録されている。

## 主な展示物
- 上段の間　（復元）
- 蜂谷源十郎覚書 - 島崎藤村が夜明け前を執筆する際、この覚書を借りて参考にしたとされる[2]
- 家具 - 馬籠宿脇本陣で使用
- 什器 - 馬籠宿脇本陣で使用
- 古文書
- 衣服
- 民具
- 木曽路の文化、制度

## 利用案内
- 所在地：岐阜県中津川市馬籠4253-1
- 開館時間：8:00 - 17:00
- 休館日：不定休
- 入館料：大人300円　小中学生100円
- 駐車場：馬籠宿内は車両通行止めの規制時間があり、馬籠宿入口の駐車場を利用

## 交通アクセス

### 公共交通機関
- 北恵那交通「馬籠」バス停より徒歩約10分
  - JR中央本線中津川駅より馬籠線「馬籠」行き
  - JR中央本線坂下駅より藤沢線「馬籠」行き
- 中央道高速バス飯田線、伊那線、中央ライナー号「中央道馬篭」バス停より徒歩約20分

### 自動車
- 中央自動車道中津川ICより約20分　※馬籠宿入口の駐車場までの所要時間